# Општина Поду Илоајеј (Јаши)
Поду Илоајеј (рум. Podu Iloaiei) општина је у Румунији у округу Јаши.
Oпштина се налази на надморској висини од 57 m.